# Мус (карточная игра)
Мус — испанская карточная игра, как утверждается[кем?], это самая популярная карточная игра в Испании. Это игра со взятками, с аспектом соперничества, происходящая из Наварры и Страны Басков. Оттуда она распространилась по всей стране, где сейчас является самой популярной карточной игрой, порождая бесчисленные клубы Мус или Пеньяс и становясь основной игрой среди студентов колледжа. Она высоко ценится, рассматривается многими как одна из лучших игр в карты.

## История
Баскские эмигранты привезли игру в другие страны. В настоящее время существует международный турнир  по игре в мус, а также национальные и региональные турниры. Часто используются баскские термины, такие как órdago (от hor dago «вот оно»), нередко без учета буквального значения терминов и фраз.

## Описание
Игра проходит между двумя противоположными парами игроков испанской декой, которая состоит из 40 карт, без восьмерки, девятки, или десятки и джокеров, и она имеет различные правила в разных регионах Испании. В игре четыре раунда:
- Grande (большой; баск. handiak): игры для старшей комбинации карт.
- Pequeña или Chica (малый; баск. txikiak): игры для низкой комбинации карт.
- Pares (пары; баск. pareak): играть за лучшее соответствие комбинации карт.
- Juego (игра; баск. jokoa): игры для карт общей ценности на 31 или больше. Иногда заменяются Punto (точка) специальным туром.

В каждом из этих четырех раундов игроки по очереди говорят (как правило, после обсуждения со своим партнером) будет ли он/она ставить «envido» или пасует «paso», что значит лишь переход вызова следующему игроку. После всех четырех игроков должна быть хотя бы какая-то ставка («envite») сделана, если вообще не было ставок и все четыре игрока пасовали, тур «в пасе» и будет решаться в конце хода снижением до одного балла.
Особенность игры в том, что вполне возможны некоторые установленные сигналы (señas) между игроками во время игры.
Ещё одна особенность Мус том, что это в основном словесная игра, с небольшим участием карточных действий, ограниченными сделками и сбросами (если есть). После раздачи карт и после того, как Мус (сброс) остановлен, все туры играются в устной форме, ставки называются, проходят, приняты или отклонены, но карты не показываются, рассматриваются или трогаются любым способом, и игрок обязан показать их лишь в конце раунда, если необходимо, с тем чтобы решить любые принятые ставки. Это делает Мус не слишком хорошей карточной игрой, чтобы смотреть, как играют другие люди, учиться играть только через наблюдение довольно сложно по сравнению с другими карточными играми.

## Геймплей

### Установка
Мус играется двумя командами из 2 игроков против друг друга. Каждый член команды сидит за столом перед своим партнером.
Каждая партия состоит из четырех раундов: Grande (самый большой), Chica (самая маленькая), Pares («Пары») и Juego («Игра»). Если раунд «игры» не может быть воспроизведен, потому что никто не имеет карт общей стоимостью 31 или более, раунд заменяют Punto («точка»). После четвертого раунда есть подсчетный раунд, когда все выигрыши подсчитываются. Игра ведется с пулом из 30 фишек в середине стола. Фишки представлены в виде бобов, монет или даже бумажек, которые называются amarracos (от Басков hamarrako «(блок) из десяти») во время игры. Когда игрок выигрывает, он берет фишку и ставит её в сторону команды. Чтобы уменьшить необходимость множества фишек, сторона одного из игроков засчитывается как одна фишка и другого, как 5-балльная фишка. Это дает возможность играть с только 16 фишками на столе.
Матч (Partida) делится на игры (Juegos). Каждая игра выигрывается первой командой, которая достигает 30 очков. 3 игры засчитываются за одного Vaca (корова) и 3 Vacas выигрывают матч, хотя есть много других выигрывающих вариаций, например, в некоторых местах игра играется до 5 игр и 5 Vacas. На севере Испании (Наварра, Ла-Риоха и Страны Басков), где Мус играет с четырьмя королями, обычно играют с 40 баллами, а не с 30. Это значит увеличение количества фишек с 16 до 20 . В остальной части Испании обычные правила включают в себя восемь королей и 30 пунктов. Когда играют с восемью королями, тройки считаются королями и двойки считаются тузами. С восьмью королями намного легче получить хорошие карты и рискованнее делать высокие ставки.

### Начало игры

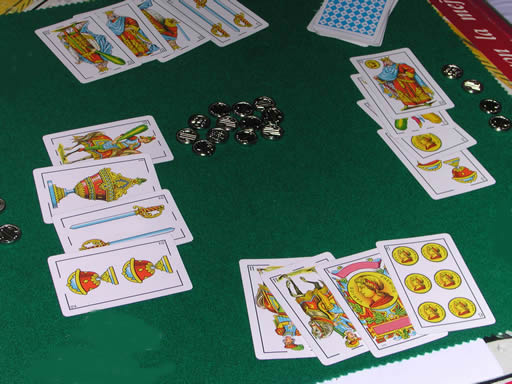
Раздача в мус

В первой игре, дилер выбирается случайным образом. После этого дилер будет первым игроком последней игры. Таким образом, изменяется порядок высказывания в каждой игре и все игроки будут выступать первыми в какой-то момент. Дилер тасует карты и игрок с его левой стороны подрезает колоду. После этого, он раздает четыре карты, одну карту за раз, каждому игроку, начиная с игрока справа от него и заканчивая самим собой. После того как карты сданы, он ставит деку в сторону и начинается игра. Первый игрок, который говорит, будет игроком по правую сторону от дилера. Быть дилером невыгодно, потому что ничья решается в порядке высказывания: в случае равенства человек, который говорил первым, побеждает.

### «Мус» или «Не Мус»
Начиная с игрока с правой стороны от дилера (известного как Мано (рука)), каждый игрок заявляет, хочет ли он сбросить карты. По очереди они говорят либо «Мус» (соглашение на сброс) или «Не Мус» (или «No Mus» и ez dago musik на баскском). Очередь говорить выглядит следующим образом: 1 Мано. 2 Его или её партнер. 3 Второй игрок (следующий за «Мано»). 4 четвертый игрок, который является дилером в раунде и партнер последнего. Эта позиция известна как «postre» (последний), так как он приходит последним в порядке высказывания, так что он в какой-то степени неполноценен в этом раунде. Таким образом, может показаться, что команда, что первой выступает, может сделать себя уязвимой (истинно или поддельно) позволяя оппозиции знать, что их карты не достаточно хороши, так как они хотят сбросить. Другая команда затем может решить, будет ли мус.
Только если все четыре игрока согласны, карты сбрасываются (Mus), игроки могут отказаться до всех четырех карт или вообще ни одной. Дилер раздает запрошенные карты по одной. После сброса игроки повторяют процесс обсуждения новых отклонения фазы (Mus или No Mus), пока по крайней мере один из них, наконец, не отказывается. Отбрасываемые карты перетасовываются и раздаются столько раз, сколько необходимо. После того как игрок отказывается от нового сброса, начинается игровой раунд. Конечно, один или несколько раундов сброса сделают карты игрока и его партнера лучше, но то же самое случается для противоположной пары так что это момент, который следует рассматривать в отношении Мус.

## Раунды

### Гранде
Первый раунд называется Гранде. Две команды соревнуются за старшую комбинацию карт. Старшие карты в испанской деке короли, после чего рыцари и Джеки. В варианте игры с восемью королями, тройки служат обычными королями и, следовательно, также высоки. Например, сочетание «Король-Король-Рыцарь-7» было бы лучше для этого раунда, чем «Король-Рыцарь-Рыцарь-7». Так как это игра со ставками, если одна команда не принимает ставки, то она не может выиграть даже с более высокими картами.

### Пекенья или Чика
Второй тур Пекена или Чика. Две команды соревнуются за низкую комбинацию карт. Самая низкая карта в испанской деке туз. В варианте игры с восемью королями, есть также восемь тузов, с двойками как вторым набором тузов. Например, набор «Туз-Туз-5-Рыцарь» было бы лучше для этого раунда, чем «Туз-Туз-5-Король». Это с точностью до наоборот, как в первом туре и, следовательно, игрок никогда не может иметь отличные карты для обоих туров в одно время.
Чика — раунд, который открыто презирает большинство игроков, поскольку ставки на него показывают (или, по крайней мере предполагают), что игрок имеет достаточно низкие карты, тем самым давая ему ослабленное положение в оставшихся раундах. В дополнение к этому, так как все игроки, вероятно, имеют достаточно высокие карты, шансы на принятие ставки малы.

### Парес
До третьего и четвертого раундов игроки запускают предварительный круг, объявляя, имеют ли они парные карты (Pares). В этот предварительный раунд игроки по очереди объявляют «Pares Sí» (они имеют совпадающие карты) или «Pares No»(они не имеют совпадающих карт). Иметь совпадающие карты означает, что две или более карт в руках игрока той же номинальной стоимости. Если ни один из игроков в команде не имеет парных карт, раунд пропускается, и другая команда выигрывает тур. Если ни один из четырех игроков не имеет Pares, раунд пропускается в целом. Самой слабой комбинацией согласования карт для этого раунда является одна пара («Par»), далее три-в-своем роде («medias») и высокие две пары («duples»). В отличие от покера, в мус две пары являются более выигрышной комбинацией, чем три-в-своем роде. Это объясняется тем, что в комбинации с восемью королями и восемь тузами три-в-своем роде легче достичь. В случае ничьей, сочетание с более высоким значением побеждает. «Рыцарь-Рыцарь-Рыцарь-5» будет бить «Туз-Туз-Туз-Король». Если у двух игроков одинаковое сочетание Парес, решение принимается в порядке высказывания: игрок, который говорил первым побеждает. В варианте игры с восемью королями, тройки являются королями и двойки тузами для всех целей. Это означает, что такое сочетание как «Король-3-2-Туз» равнозначно двум парам королей и тузов.

### Хуэго
Четвертый и последний раунд Juego (Игра). Как и в раунде Парес, игроки запускают предварительный раунд до фактического раунда, заявляя, являются ли они в состоянии играть или нет. Быть в состоянии играть Хуэго означает, что общая стоимость карт на руках у игрока составляет 31 или выше. Игроки объявляют по очереди "Juego Sí "(«Игра») или «Juego No» (у меня нет «игры»). Для того, чтобы быть в состоянии играть в этом раунде, игроки должны суммировать значения каждой из карт в руках. Все карты добавляются в их номинальной стоимости, за исключением Королей, Рыцарей и Джеков, которые добавляют 10. В варианте игры из восьми королей, тройки считаются королями и двойки считаются тузами, и поэтому они добавляют 10 и 1 соответственно. Например «Король-3-3-2» даст 31 очко. Самая высокая общая стоимость карт для этого раунда составляет 31, а затем 32, 40, 37, 36, 35, 34 и самая низкая 33. 38 и 39 невозможные комбинации, так как в испанской деке нет 8 и 9. Примите во внимание, что сочетание 31 получить очень просто сочетание в варианте игры с восемью королями, поскольку есть много карт со значением 10 и тузов. Если ни один из игроков команды не может играть, раунд закончен и другая команда получает баллы. В ситуации, когда ни один из четырех игроков не может играть раунд «Juego», он будет заменен на «Punto». Игроки соревнуются за самую высокую общую стоимость карт, с максимально возможными 30. Как обычно, в случае ничьей, правила порядка высказывания её разрешает.
Хорошие карты в четвертом туре подразумевают наличие не менее двух 10-балльных карт (Король, Рыцарь, Джек). Единственная комбинация карт, в которой есть только одна 10-балльная карта "King/Knight/Jack-7-7-7. Этот набор трудно получить и в некоторых регионах есть специальные правила для него, и награждают его, позволяя ему выиграть против других 31-балльных комбинаций, независимо от порядка высказывания. Некоторые другие регионы ограничивают это специальное правило сочетанием «Джек-7-7-7», иные ограничивают её больше, требуя Джек и семерки быть определенной масти. Это называется «31 real» ("Королевский 31 "), или просто «La Real» («Королевский»).

## Игра
После того, как карты сданы, игроки начинают играть раунды, начиная с первого. По порядку высказывания, они имеют возможность ставить или пасовать. Если игрок ставит, игрок команды соперников может пасовать или поставить другую ставку (counterbid). Принимаемая ставка будет оставлена до раунда подсчета. Минимальная ставка 2 балла. Как только ставка принимается, игроки переходят к следующему раунду. Если counterbid не принята, первый ставивший получает поставленные баллы. Если первое предложение не будет принято, ставивший получает одно очко сразу. В раунде подсчета победившие получат свои оставшиеся баллы. Существует исключительный тип ставки, который называется "Órdago "(от баскского hor dago «вот оно»), которая, если принята, заканчивает всю игру в пользу команды-победителя. Ставки делаются и принимаются одним игроком, но выигрывает вся команда. Таким образом, можно принять ставку, которую вы заведомо теряете, но ваш напарник выиграет. Если все игроки пасуют в первом или втором раунде, команда-победитель каждого из этих раундов получит один балл в раунде подсчета, когда карты открыты. Это часто бывает во втором туре, когда команды отказываются делать ставки, но потом требуют один балл, если у них самая низкая комбинация карт, даже если это только один туз.

## Ставки
«Envido» (я ставлю) является наиболее распространенным выражением, используемым в торгах, что означает ставку из 2 баллов — наименьшая из возможных. Тогда соперник может ответить «envido más» (я ставлю больше), что означает, что он хочет ставку 2 и даже повышает её в 2 раза. Однако в каждом раунде и при каждом вызове игроки могут делать ставки или повышать некоторые из существующих ставок или даже все из них (Ordago) так, как они хотят, без ограничений. В некоторых испанских регионах для воспроизведения Ordago часто используется большой камень (камень Ordago)-его берут в левую руку и поднимают вверх. Если противник принимает предложение, то он или она должен взять большой камень и тоже поднять его.

## Подсчет очков
После того, как четыре раунда были сыграны и предложения были приняты, начинается раунд подсчета, где игроки показывают свои карты и выигравшие игроки требуют свои ставки. Кроме того, третий и четвертый раунды дают дополнительные баллы победителям в зависимости от того, насколько хороши были их карты. Победившая команда третьего раунда получает дополнительные очки для каждой отдельной пары, которая у них есть, 2 балла за каждые три-в-своем роде и 3 балла за каждые две пары. Победившая команда четвертого раунда получает 2 дополнительных балла за каждого игрока, который мог играть раунд или 3 балла, если у этого игрока общая стоимость карт была ровно 31. Если играли «Punto» вместо этого, команда-победитель раунда выигрывает только 1 дополнительный балл.

## Стратегия
Невозможно иметь карты, которые выигрывают все раунды. Так что лучшие из выигрышных комбинаций, как правило, очень хороши в нескольких раундах, но не во всех. Например, набор, такой как «Король-Король-Король-Король» очень хорош в первом и третьем раунде, но исключительно плох во втором и посредственен в четвертом. Набор «Король-Король-Рыцарь-Туз» очень хорош в четвертом раунде, посредственен в первом и третьем раундах и очень плох во втором. Игроки обычно принимают во внимание карты своих товарищей по команде, которые те возможно имеют, для того, чтобы выиграть в раундах где они изначально не имели шансов. Кроме того, выигрыш в третьем и четвертом раундах всегда дает дополнительные баллы и хорошей стратегией является останавливать сброс, когда оба члена команды могут играть в третьем и четвертом раундах, даже с посредственными картами, с тем чтобы получить эти бонусы.

## Сигналы
В Mus подача сигналов жестами, указывающими какие карты у вас есть вашему напарнику, совершенно законна, будучи решающим стратегическим фактором. Однако, эти сигналы могут быть только теми, что указаны в правилах, которые указаны ниже, любые нестандартные сигналы не допускаются и могут привести к дисквалификации, если доказаны.
Знание карт вашего партнера и давая ему знать ваши дает более эффективную игру и позволяет более точно оценить шансы команды на победу каждой ставки, однако, если соперники видят вас или вашего партнера во время подачи сигнала и узнают ваши или его карты, ваши шансы будут серьёзно скомпрометированы. Если вы обнаруживаете сигнал соперника и соперник не знает, что вы знаете его игру (что требует не сообщать вашему партнеру о сигнале который вы увидели, если он его не видел) вы станете в состоянии найти слабые места в его картах и контратаковать, поворачивая вспять роли охотник-жертва или, по крайней мере, избежать его сильных сторон.
Есть много общепринятых сигналов (señas), которые допускаются в игре. Вы можете использовать любой из них, чтобы показать вашему напарнику ваши карты (пытаясь скрыть передачу сигнала от ваших противников). Сигналы имеют фиксированное значение, и использование других сигналов или использование ложных сигналов (о картах, которых у вас нет) против правил.
Señas являются:
- Два короля: кусается центр нижней губы
- Три Короля: кусается одна сторона нижней губы
- Два туза: показать язык
- Три туза: показать язык в одну сторону
- Одиночные пары (PAR): наклон головы в одну сторону
- Три-в своем роде (Медиа): поджимание губ с одной стороны
- Две пары (Duples): поднимание бровей
- 31 (La Una, или просто 31): подмигивание
- Три короля, один туз (Solomillo): воздушный поцелуй
- 30 (30 Punto): подъём обоих плеч
- 29: (29 Punto): подъём правого плеча
- 28: (28 Punto): подъём левого плеча
- У меня ничего нет (Ciego, слепой). Это указывает на плохие карты: закрыть глаза
- Королевский 31 (La Real): прикосновение к мочке уха

Не все эти сигналы принимаются во всех вариантах и могут быть использованы и другие. Всегда хорошо уточнить сигналы, играя в первый раз.
Игроки имеют широкий спектр подходов к использованию сигналов. Некоторые игроки делают большое количество сигналов, как только у них появляется шанс, иные редко или никогда не делают сигналов. С другой стороны, некоторые игроки показывают отточенное мастерство в ловле сигналов соперника, в то время как другие игроки даже не слишком утруждаются ловлей сигналов противников; некоторые следят взглядом непрерывно и открыто, чтобы перехватить сигналы соперников, другие притворяются, что отвлекаются или не слишком заинтересованы в ловле сигналов с тем, чтобы сделать противников самоуверенными и таким образом поймать последующие сигналы.

## Именованные наборы
Некоторые наборы карт в частности имеют имена:
- Duples gallegos: Король-Король-Туз-Туз
- Duples castellanos, называемый также «Duples polacos» и «Duples alemanes»: Король-Король-Рыцарь-Рыцарь.
- Duples vascos: Король-Король-Джек-Джек
- Duples palentinos: Король-Рыцарь-Туз-Туз. На самом деле, как видно, это даже не дуплекс.
- 31 Real («Королевский 31»): Джек-7-7-7. Это единственная комбинация карт, которая позволяет получить до 31 в четвертом раунде, получив всего одну карту (Король/Рыцарь/Джек). Различные правила разрешают этот набор с различными требованиями. Некоторые люди позволяют Король-7-7-7, в то время как другие будут требовать оригинал Джек-7-7-7 только тогда, когда Джек конкретной масти. Некоторые люди ограничивают его больше, требуя, чтобы семерки были иных мастей, чем Джек. Например, правила в конкретном турнире могут гласить, что единственным набором, который считается «Королевским 31», является Джек монет вместе с семерками мечей, треф и кубков.
- La Jugada del tio Perete («набор дяди Перета»): 4-5-6-7. Это просто худший из наборов карт. Он слаб во всех четырех раундах. Некоторые правила позволяют выиграть один балл игроку, который открыто заявляет этот набор, прежде чем начать играть. В некоторых местах название может быть другим: Tanganete в Ла-Риоха, Alpedrete в Алаве или Peterete в Кастилии и Леоне.
- Solomillo («Вырезка») или La bonita («Милая»): Король-Король-Король-Туз. Некоторые правила резервируют название «solomillo» для чистого набора, то есть, три короля и туза без троек или двоек. В отличие от набора «31 Real», это различие не имеет совсем никакого эффекта на всю игру.
- Ley del Mus («Закон Мус»): Король-Король-Рыцарь-Джек. Этот набор рассматривается как минимальный, который игрок должен иметь, чтобы принимать рискованные ставки, по крайней мере в первом, третьем и четвертом раундах.